# شابيير إتشيتا
شابيير إتشيتا (بالإسبانية: Xabier Etxeita) (مواليد 31 أكتوبر 1987 في أموريبايتا-إيتكسانو - إسبانيا) لاعب كرة قدم إسباني يلعب حاليا لصالح نادي الدرجة الأولى أتلتيك بيلباو الإسباني منذ 2006 في مركز قلب الدفاع كما يجيد اللعب في مركز الوسط المدافع .

## روابط خارجية
- شابيير إتشيتا على موقع قاعدة بيانات كرة القدم.إي يو (الإنجليزية)
- شابيير إتشيتا على موقع ناشيونال فوتبول تيمز (الإنجليزية)
- شابيير إتشيتا على موقع Soccerbase.com (لاعب) (الإنجليزية)
- شابيير إتشيتا على موقع Soccerway.com (الإنجليزية)
- شابيير إتشيتا على موقع عالم كرة القدم.نت (الإنجليزية)
- شابيير إتشيتا على موقع AS.com (الإسبانية)